# Wendelberg (Spessart)
Der Wendelberg ist ein 255 m ü. NHN hoher Berg in Haibach und Aschaffenburg in Bayern.

## Geographie
Der Berg liegt mit seinem Gipfel und dem größten Teil seiner Flächenabdeckung in Haibach, ein kleinerer Teil liegt im östlichen Stadtgebiet von Aschaffenburg. Im Norden benachbart befindet sich der Büchelberg. Südlich wird er durch das Tal des Dörnbaches begrenzt. Dort verläuft unterhalb des Wendelberges die Staatsstraße 2312 (früher Bundesstraße 8). Der Berg ist begehbar. Im Norden befindet sich ein seit 1985 aufgelassener Steinbruch, der jetzt als Naturdenkmal und Geotop (Nr. 671a032) geschützt ist. Das dominierende Gestein ist Biotit-Gneis, der Steinbruch ist unter Geologen aber vor allem durch sein Spessartit bekannt. Weiter unterhalb befindet sich oberhalb der Engelswiese eine denkmalgeschützte Brunnenstube (Denkmal-Nr. D-6-71-124-15), deren Quellwasser über den Heckgraben dem Kühruhgraben zufließt. 